# Go A
Go_A är ett ukrainskt elektro-folkmusikband som bildades 2012. De skulle ha representerat Ukraina i Eurovision Song Contest 2020 i Rotterdam, Nederländerna, med låten " Solovey ". Efter annulleringen av tävlingen på grund av COVID-19-pandemin, meddelades det att bandet skulle representera landet 2021, den här gången med " Shum ". De fick 364 poäng och hamnade på 5:e plats.